# Samsung Galaxy Grand Prime
El Samsung Galaxy Grand Prime es un teléfono inteligente Android  Samsung Galaxy Core/Grand, fabricado y comercializado por Samsung Electronics. La línea a la que pertenece el Grand Prime sirve como un sucesor del Core Prime.
Originalmente se introdujo en 2014, al año siguiente se lanzó para varios mercados en Asia. También está disponible en los Estados Unidos a través de proveedores de servicios móviles como Verizon, T-Mobile y Sprint.
También está disponible en proveedores canadienses, como Freedom Mobile, Chatr Mobile, Koodo, SpeakOut y Public Mobile.
En 2016, Samsung anunció que lanzaría al sucesor de Grand Prime. Este fue lanzado como el Samsung Galaxy Grand Prime Plus, conocido como Samsung Galaxy J2 Prime en otros países.

## Características
La batería es extraíble por el usuario ya que la tapa trasera del teléfono es removible sin necesidad de herramientas.
El teléfono carece de un sensor de luminosidad ambiente, por lo que no dispone de ajuste automático de brillantez de pantalla.